# Roza Robota
Roza Robota (1921, Ciechanów – 6 de enero de 1945) o Róża Robota en polaco, mencionada en otras fuentes como Rojza, Rozia o Rosa, fue la líder de un grupo de cuatro mujeres que resistieron el Holocausto y fueron ahorcadas en el campo de exterminio de Auschwitz por su papel en la revuelta de los Sonderkommandos el 7 de octubre de 1944.

## Biografía
Nació en Ciechanów, Polonia, en una familia de clase media; Róża tenía un hermano y una hermana. formaba parte del Movimiento Juvenil Sionista del Hashomer Hatzair, donde tuvo una actividad clandestina a partir de la invasión nazi a Polonia en 1939. Róża habitualmente usaba su nombre hebreo, Shohanah. En la casa de Izajasz (Isaiah) Robota en el npumero 4 de la calle Żydowska Ciechanów se encontraba la Biblioteca Perec, la sociedad cultural judía más activa en esa ciudad, donde se organizaban discusiones acerca de literatura polaca, judía y mundial, así como obras de teatro, conferencias y danzas.

### Auschwitz
Roza fue transportada al campo de exterminio en un tren del Holocausto durante la disolución del gueto de Ciechanów en 1942. Sobrevivió a la selección y fue asignada a Auschwitz II (Birkenau) donde se involucró en la difusión clandestina de noticias entre los prisioneros. Trabajó en el depósito de ropa adyacente al Crematorio III, donde se quemaban los cuerpos de las víctimas asesinadas en las cámaras de gas. Fue reclutada por otros prisioneros que se organizaban de manera clandestina, al conocerla de su ciudad natal, para contrabandear "Schwarzpulver" (pólvora o dinamita de acuerdo a distintas fuentes) recolectada por mujeres en la fábrica de municiones "Weichsel", de Krupp, para entregarlas a un Sonderkommando llamado Wróbel, quien también era un militante de la resistencia.  Esta schwartzpulver fue utilizada para fabricar granadas rudimentarias que ayudaron a volar el crematorio durante la revuelta de los Sonderkommando. En esta tarea fue ayudada por Hadassa Zlotnicka y Asir-Godel Zilber, también de Ciechanów, a quienes Robota al parecer reclutó para la resistencia. Junto a otras mujeres que trabajaban en la fábrica nazi fueron capaces de obtener, ocultar y llevar a los hombres del crematorio, entre una y tres cucharadas de té de schwartzpulver por día, y no todos los días.  Los Sonderkommando volaron el Crematorio III el 6 de octubre de 1944.
Robota y otras tres mujeres (Ala Gertner, Estusia Wajcblum, y Regina Safirsztajn) fueron arrestadas por la Gestapo y torturadas en el bloque 23 pero se negaron a revelar los nombres de los demás participantes de la operación. Fueron ahorcadas el 6 de enero de 1945. Robota tenía 23 años de edad. De acuerdo a diversos testimonios de testigos de la ejecución, ella y sus camaradas gritaron "Nekamah" ("¡Venganza!"), o "Sean fuertes" a sus compañeros que se encontraban presentes. Hay quienes dijeron que gritaron "Chazak V'amatz" ("Sean fuertes y tengan coraje", la frase bíblica que Dios dirige a Josué luego de la muerte de Moisés).
La revuelta causó 70 muertos entre los SS y voló el techo de un crematorio. Debido a que las tropas rusas se encontraban a corta distancia, y en un intento de ocultar las evidencias de los crímenes, los nazis intentaron destruir ellos mismos otros cuatro crematorios.

## Recuerdo
En Yad Vashem, en Jerusalén, fue construido un monumento en honor a Robota y las otras tres mujeres ejecutadas.
El 7 de octubre de 1994, una placa conmemorativa en honor a Rózia Robota, Ala Gertner, Esther Wajcblum y Regina Safirsztajn se inauguró en el campo principal de Auschwitz en un evento conmemorativo del 50 aniversario del levantamiento de Sonderkommando en el Museo Estatal de Auschwitz-Birkenau .
En memoria de Robota, las puertas Rosa Robota fueron nombradas en Montefiore Randwick (Sídney).
En 2014, el coreógrafo Jonah Bokaer mostró una exposición multimedia titulada 7 de octubre de 1944 en el Center for Yewish History de Manhattan .

## Lecturas
- Gurewitsch, Brana (1998). Mothers, Sisters, Resisters: Oral Histories of Women Who Survived the Holocaust (en inglés). The University of Alabama Press. ISBN 0-8173-0952-7.
- Shelley, Lore (1996). The Union Kommando in Auschwitz: The Auschwitz Munition Factory Through the Eyes of Its Former Slave Laborers (en inglés). University Press of America. ISBN 0-7618-0194-4.